# NGC 5546
NGC 5546 ist eine 12,4 mag helle elliptische Radiogalaxie vom Hubble-Typ E2 im Sternbild Bärenhüter und etwa 327 Millionen Lichtjahre von der Milchstraße entfernt.
Sie wurde am 1. Mai 1786 von Wilhelm Herschel mit einem 18,7-Zoll-Spiegelteleskop entdeckt, der sie dabei mit „Two. Both eF, vS. The place is that of the following. The first precedes the last 3 or 4′“ beschrieb. Das zweite genannte Objekt sollte nach Herschels Notizen NGC 5549 sein, ist aber von der Position her eher NGC 5542.